# Acrobleps hygrophilus
Acrobleps hygrophilus is een spinnensoort in de taxonomische indeling van de Dwergkogelspinnen (Anapidae).
Het dier behoort tot het geslacht Acrobleps. De wetenschappelijke naam van de soort werd voor het eerst geldig gepubliceerd in 1979 door Hickman.